# Goodenia mimuloides
Goodenia mimuloides är en tvåhjärtbladig växtart som beskrevs av Spencer Le Marchant Moore. Goodenia mimuloides ingår i släktet Goodenia och familjen Goodeniaceae. Inga underarter finns listade i Catalogue of Life.